# Clasificación de Killip y Kimball

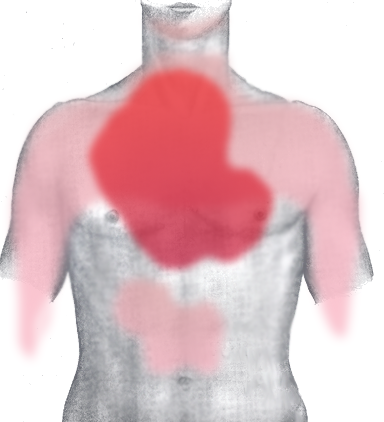
Regiones de dolor precordial en un paciente con infarto agudo de miocardio.

La clasificación Killip-Kimball es una estratificación individual basada en la evidencia de los pacientes con infarto agudo de miocardio, que permite establecer un pronóstico de la evolución de la afección, y las probabilidades de muerte en los 30 primeros días tras el infarto.

## El estudio
El estudio consistió en una serie de casos no ciego ni ajustado a factores de confusión, ni validado en un grupo poblacional independiente. Se realizó en una unidad coronaria de un hospital universitario estadounidense (Departamento de Medicina. Cornell University Medical College. Nueva York,NY).
Se incluyeron en el estudio 250 pacientes con infarto agudo de miocardio, con edades comprendidas entre los 28 y los 94 años (media de 64), con un 72% de varones. Fueron excluidos los pacientes que hubieran tenido un paro cardiorrespiratorio previo al ingreso hospitalario.

## Clasificación
Los pacientes se clasificaron en grupos o clases funcionales de la siguiente manera:
| Clase funcional | Signos Clínicos |
| --------------- | --- |
| Killip I        | Paciente sin signos ni síntomas de insuficiencia cardíaca izquierda. |
| Killip II       | Paciente con estertores o crepitantes húmedos, tercer ruido cardíaco o aumento de la presión venosa yugular.                                                                                             |
| Killip III      | Paciente con edema pulmonar agudo. |
| Killip IV       | Pacientes en shock cardiogénico, hipotensión (presión arterial sistólica inferior a 90 mmHg), y evidencia de vasoconstricción periférica (oliguria, cianosis o diaforesis), edema pulmonar mayor al 50%. |

## Conclusión
La distribución de los pacientes y las conclusiones fueron las siguientes, con un intervalo de confianza del 95%: 
| Clase funcional | Muestra                                                  | Tasa de mortalidad | Mortalidad general |
| --------------- | -------------------------------------------------------- | ------------------ | ------------------ |
| Killip I        | 81 de 250 pacientes; equivalente al 32% de los pacientes | 6%                 | 2%                 |
| Killip II       | 96 de 250 pacientes; equivalente al 38% de los pacientes | 17%                | 6%                 |
| Killip III      | 26 de 250 pacientes; un 10% se encuentra en este grupo   | 38%                | 3.8%               |
| Killip IV       | 47 de 250 pacientes; 19%.                                | 81%                | 15%                |

La clasificación Killip-Kimball ha jugado un papel fundamental en la cardiología clásica, y ha sido usada como criterio de estratificación en múltiples estudios posteriores. Varios estudios han demostrado posteriormente que el empeoramiento en la clase Killip se asocia a un aumento de la mortalidad. En un paciente con clase funcional Killip 1 sin evidencia de hipotensión y bradicardia, y con criterios de síndrome coronario agudo, deberían ser tratados de inmediato con beta bloqueantes intravenosos.